# Charles O’Hara
Charles O’Hara (ur. 1740 w Lizbonie, zm. 25 lutego 1802 na Gibraltarze) – brytyjski generał. Uczestniczył w wojnie siedmioletniej, wojnie o niepodległość USA (przeciwko amerykańskiej Armii Kontynentalnej) oraz w wojnie koalicji antyfrancuskiej przeciwko rewolucyjnej Francji.

## Młodość
O’Hara urodził się w Lizbonie, w Portugalii. Był nieślubnym synem irlandzkiego generała Jamesa O’Hary i jego portugalskiej przyjaciółki. Uczęszczał do Królewskiego Kolegium im. św. Piotra w Westminsterze. W dniu 23 grudnia 1752 w wieku 12 lat został kornetem w 3. (królewskim) pułku dragonów. Na krótko przed wybuchem wojny siedmioletniej, w dniu 14 stycznia 1756 roku został lejtnantem w 2. pułku Gwardii Coldstreamskiej.

## W czasie wojny siedmioletniej
Podczas wojny siedmioletniej O’Hara służył w Niemczech jako adiutant markiza Granby’ego, wyższego oficera w brytyjskim kontyngencie walczącym po stronie armii księcia Brunszwiku. W roku 1762 służył pod komendą swojego ojca w Portugalii podczas hiszpańskiej inwazji na Portugalię. W tej samej kampanii po stronie portugalskiej walczył generał Charles Lee, znany przede wszystkim z udziału w wojnie o niepodległość USA oraz służby w polskiej armii króla Stanisława Augusta Poniatowskiego. O’Hara uważany był za orędownika twardej dyscypliny w wojsku, co nie umniejszało jego popularności wśród podkomendnych.

## W Senegalu
W dniu 25 lipca 1766 O’Hara, legitymujący się wówczas stopniem podpułkownika, został mianowany dowódcą brytyjskiego Korpusu Afrykańskiego w Senegalu – kolonii przejętej od Francji w roku 1758. Korpus był jednostką złożoną z byłych więźniów ułaskawionych w zamian za obietnicę służby wojskowej w Afryce. W tym czasie rząd brytyjski podejmował starania w celu utworzenia bazy wojskowej w Afryce Zachodniej. W roku 1769 O’Hara został kapitanem w Gwardii Coldstreamskiej.
Rozwój kolonii w Senegalu nie przebiegał po myśli Brytyjczyków. Także O’Hara nie przejawiał zainteresowania administracją cywilną. Pomimo ustawy, która obdarzyła osadników wieloma uprawnieniami, do Afryki Zachodniej przybyło niewielu brytyjskich kolonistów. Ostatecznie, w ramach postanowień pokoju wersalskiego z roku 1783, terytorium Senegalu zwrócono Francji.

## W trakcie wojny o niepodległość USA
W lipcu 1778 roku, podpułkownika O’Hara przybył do Ameryki. Praktycznie od razu po przyjeździe objął dowództwo nad oddziałami w Sany Hook w stanie New Jersey. Generał-lejtnant Henry Clinton, dowódca brytyjskiej armii w Ameryce, powierzył mu to stanowisko w czasie, gdy francuska flota pod dowództwem admirała d’Estainga zagroziła Nowemu Jorkowi.

### Kampania Południowa
W październiku 1780 O’Hara uzyskał awans do rangi brygadiera i objął stanowisko dowódcy Brygady Gwardii, elitarnej brytyjskiej jednostki wojskowej. Ponadto został zastępcą i przyjacielem jednego z dowódców brytyjskiej armii, generała-lejtnanta Charlesa Cornwallisa. Podczas podjętego przez Cornwallisa pościgu za generałem-majorem Nathanaelem Greenem w kierunku rzeki Dan, O’Hara wyróżnił się w bitwie pod Cowan's Ford w Karolinie Północnej w dniu 1 lutego 1781. Z kolei 15 marca 1781 dowodził brytyjskim kontrnatarciem podczas bitwy pod Guilford Court House, które zmusiło generała Greene’a z Armii Kontynentalnej do wycofania się z pola bitwy. O’Hara podczas tej bitwy został poważnie ranny, co nie przeszkodziło mu towarzyszyć brytyjskiej armii w drodze do Yorktown w Wirginii. Tymczasem jego syn, porucznik artylerii, zginął w trakcie bitwy.

### W Yorktown
Generał O’Hara reprezentował stronę brytyjską podczas podpisania kapitulacji w Yorktown w dniu 19 października 1781. Jego przełożony, generał Cornwallis wytłumaczył swoją nieobecność chorobą. Początkowo złożył kapitulację na ręce francuskiego dowódcy de Rochambeau, jednak głównodowodzący Francuskich Sił Ekspedycyjnych odmówił jej przyjęcia. Wobec tego O’Hara zwrócił się do generała Jerzego Waszyngtona. Amerykański dowódca i przyszły prezydent USA także odmówił oznajmiwszy, że może przyjąć miecz tylko od naczelnego dowódcy sił brytyjskich, Cornwallisa. Ostatecznie miecz symbolizujący kapitulację został przyjęty przez zastępcę Waszyngtona, generała-majora Benjamina Lincolna, który wcześniej, w maju 1780, poddawał się brytyjskiemu generałowi Clintonowi. O’Hara został następnie wzięty do niewoli. Zwolniono go po wymianie jeńców w dniu 9 lutego 1782. Objął wówczas dowództwo nad oddziałami rezerwowymi na Karaibach. Po kończącym wojnę traktacie w Paryżu O’Hara powrócił do Wielkiej Brytanii, gdzie uzyskał awans do stopnia generała-majora.

### Miecz kapitulacyjny
Istnieją różne spekulacje na temat dalszych losów miecza kapitulacyjnego, który O’Hara w zastępstwie Cornwallisa wręczył dowódcom Armii Kontynentalnej. Niektóre ze źródeł podają, że generał Waszyngton po kilku latach zwrócił miecz lordowi Cornwallisowi. Inni uważają, że miecz do dziś znajduje się w posiadaniu Amerykanów i że jest prawdopodobnie przechowywany w Białym Domu. Z kolei książka „The Guns of Independence” (2005) autorstwa Jerome’a S. Greene’a z U.S. National Park Service, stanowiąca aktualne studium kampanii w Yorktown stwierdza, że „Waszyngton przyjął miecz, symbolicznie potrzymał go przez chwilę w ręku, po czym zwrócił go generałowi O’Hara”. W ten sposób główne, symboliczne trofeum wojenne wróciło do pierwotnego właściciela.

## Po wojnie
W roku 1784 z powodu długów, których narobił sobie ze względu na skłonność do hazardu, O’Hara zmuszony był uciekać z Anglii do Europy kontynentalnej. Podczas pobytu we Włoszech poznał pisarkę Marię Berry, z którą związał się na dłuższy czas. Gdy generał Cornwallis zaproponował, że spłaci jego długi, O’Hara mógł powrócić do Wielkiej Brytanii. W roku 1786 Cornwallis objął stanowisko generalnego gubernatora Indii. Zamierzał wówczas zabrać generała O’Hara ze sobą, jednak irlandzki wojskowy odmówił.
W roku 1792 O’Hara został zastępcą gubernatora Gibraltaru.

## Podczas oblężenia Tulonu
W roku 1793 O’Hara otrzymał awans do stopnia generała-lejtnanta. W dniu 23 listopada 1793 został wzięty za jeńca pod Fort Mulgrove we francuskim Tulonie – mieście portowym, położonym na południu Francji – w trakcie oblężenia tego miasta przez siły republikańskie. Właśnie podczas tych działań wojennych późniejszy cesarz Francuzów, Napoleon Bonaparte zwrócił na siebie uwagę swoich przełożonych. O’Hara na czele brytyjskich oddziałów, wspierających zbuntowanych rojalistów, przeprowadził śmiały wypad przeciwko oddziałom Republiki. Napoleon osobiście nadzorował operację pojmania generała O’Hara i przyjął z jego rąk oficjalną kapitulację. Irlandzkiego dowódcę potraktowano jako „powstańca” i w związku z tym uwięziono go w więzieniu Luksemburg. Poza tym groziła mu dekapitacja na gilotynie. Skończyło się jednak tylko na dwóch latach więzienia.
W ten oto sposób los wyróżnił generała O’Hara, czyniąc go jeńcem dwóch wielkich postaci schyłku XVIII wieku: Jerzego Waszyngtona oraz Napoleona Bonaparte.

## Dalsze losy
W sierpniu 1795 O’Hara został zwolniony z niewoli francuskiej w zamian za zwolnienie przez Brytyjczyków hrabiego de Rochambeau. Jeszcze w tym samym roku O’Hara zaręczył się z Marią Berry. Jednak zaręczyny zostały zerwane, gdy irlandzki generał został po raz drugi powołany na stanowisko gubernatora Gibraltaru w dniu 30 grudnia 1795, a Berry nie miała zamiaru wyjeżdżać z Anglii. W roku 1798 został awansowany do najwyższej rangi generalskiej. Jedną z inicjatyw generała O’Hara na stanowisku gubernatora Gibraltaru była budowa wieży obserwacyjnej (początkowo nazywanej wieżą św. Jerzego, a później – wieżą O’Hary), która okazała się porażką zarówno w sensie militarnym (terytorium wroga nie było z niej widoczne), jak i architektonicznym (wieża uległa poważnemu uszkodzeniu po uderzeniu pioruna wkrótce po oddaniu jej do użytku). O’Hara poróżnił się z admirałem Johnem Jervisem, 1. hrabią St Vincent w sprawie dostosowania fortu w Gibraltarze do potrzeb floty brytyjskiej. Admirał St Vincent, dowodzący Flotą Śródziemnomorską nalegał, by magazyn aprowizacyjny Królewskiej Marynarki (Royal Navy Victualling Yard) przenieść w rejon zatoki Rosia. Gubernator O’Hara częściowo zakwestionował plan St Vincenta, który zamierzał sfinansować budowę magazynu dzięki środkom ze sprzedaży należących do marynarki sklepów w Waterport oraz w Irish Town. Jednak St Vincent nie liczył się ze zdaniem gubernatora, który pozwolił na działalność aż dziewięćdziesięciu pubów, służących potrzebom żołnierzy garnizonu. Rozpowszechniono pogłoski, jakoby admirał potrzebował pieniędzy na utrzymanie swych licznych willi oraz kochanek. Mimo to St Vincentowi udało się przeforsować działania korzystne dla marynarki. Tymczasem kiepski stan morale garnizonu doprowadził do spisku, który miał doprowadzić do odzyskania Gibraltaru przez Hiszpanię. O’Hara wykrył spisek, co poskutkowało wygnaniem z Gibraltaru 1000 osób.
O’Hara zmarł w dniu 25 lutego 1802 z powodu powikłań związanych z dawnymi ranami.

## W kulturze masowej
W filmie Patriota wyreżyserowanym przez Rolanda Emmericha, rolę generała O’Hary zagrał Peter Woodward. Jego kreacja została skrytykowana, jako że w rzeczywistości O’Hara – mimo iż urodził się w Portugalii i wykształcił w Anglii – mówił z akcentem irlandzkim. Tymczasem w filmie aktor grający jego postać posługuje się językiem typowym dla wyższych sfer angielskiego społeczeństwa.